# ایشیشکس
ایشیشکس (به لهستانی: Ejszyszki) در لیتوانی با جمعیت ۳٬۶۱۰ نفر است که در dzūkija واقع شده‌است.